# Богаїха
Богаїха — річка в Україні, в межах Бродівського району Львівської області. Права притока Покрови (басейн Прип'яті).
Довжина річки — 10 км. Бере початок на північно-західній околиці села Великі Переліски. Тече переважно на північ у межах Бродівської рівнини. 
На захід від села Ражнів на берегах річки розташована база відпочинку «Мандичі»